# Henri Vizioz
Henri Vizioz, né le 18 novembre 1886 à Saint-Jean-de-Maurienne et mort le 31 juillet 1948 dans un accident d'avion, est un juriste et professeur de droit, spécialiste du droit de la procédure civile.

## Biographie
Docteur en droit avec une thèse sur « La notion de quasi contrat » (1912) et en sciences économiques avec une autre thèse sur « Le fideicommis en Prusse », sa carrière de juriste est interrompue par le Grande Guerre, pour laquelle il part comme sous-lieutenant. Prisonnier pendant 4 ans, puis enseignant à Lausanne, il réussit l'agrégation de droit en 1920 et est nommé à la faculté de droit de l'université de Bordeaux où il devient titulaire de la chaire de procédure civile, succédant au professeur Charles Le Coq de Kerland, partisan de l'école de l'exégèse. 
Durant la Seconde Guerre mondiale, avec le doyen Roger Bonnard, il fait partie, à la faculté de droit de Bordeaux, des juristes favorables à la « Révolution nationale ».
Doyen de la faculté de droit de Bordeaux après le décès du doyen Bonnard en 1944, c'est sous son administration que sont créés l'institut d'études politiques de Bordeaux et l'Institut de Pau, avec le doyen Poplawski. 

## L'accident d'hydravion

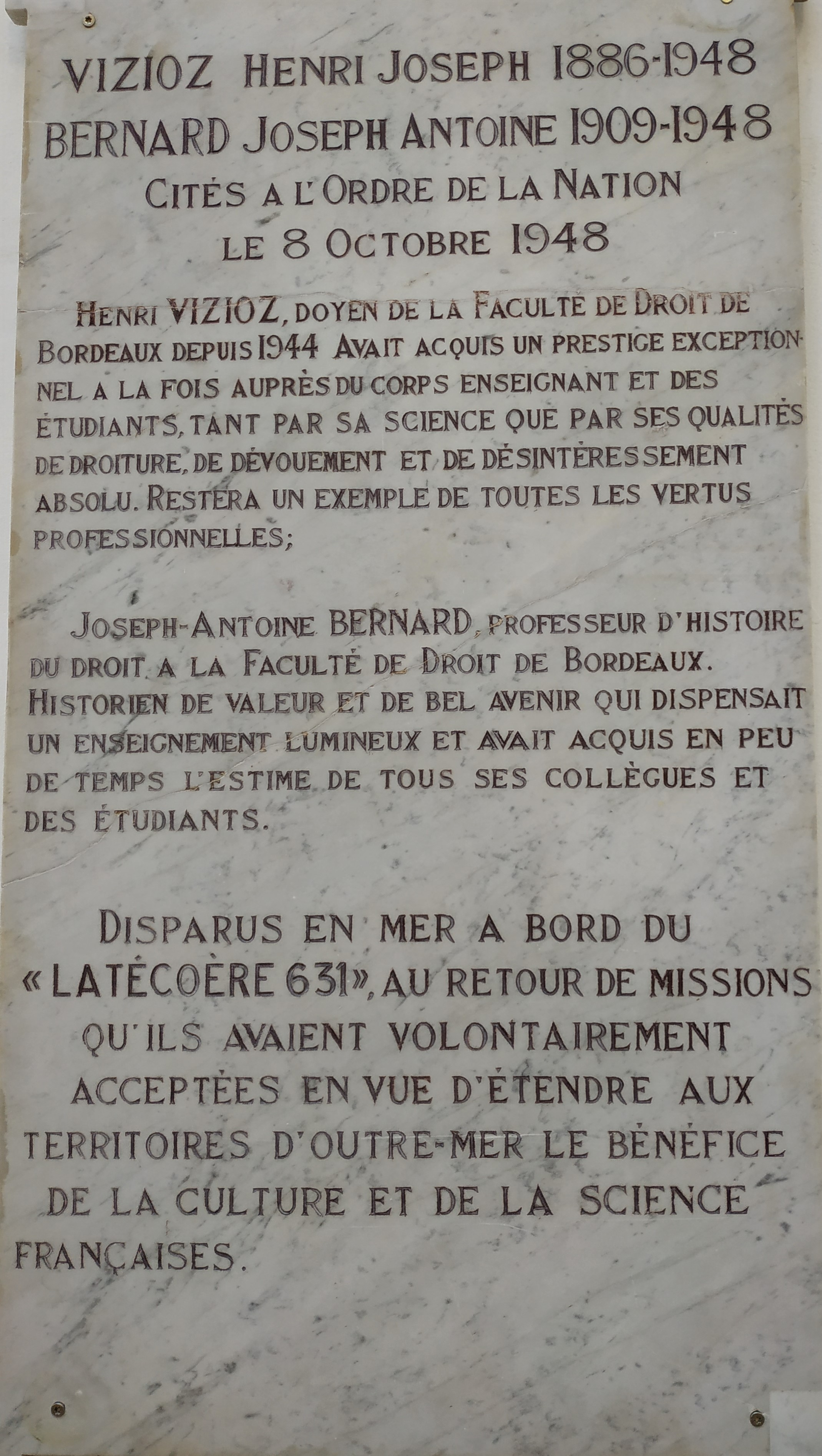
Plaque commémorative

Le 31 juillet 1948, le doyen Vizioz embarque à Fort-de-France à bord du Latécoère 631 no  6 F-BDRC Henri Guillaumet à destination de Biscarrosse, avec escale en Mauritanie. Il rentre d'une mission de trois semaines ayant eu pour objet la création d'une école de droit sur le modèle de l'Institut de Pau. L'avion est perdu en vol, à 1 200 milles marins à l'ouest de Dakar, avec, à son bord, 52 personnes, dont 40 passagers parmi lesquels le doyen Vizioz, l'enseignant bordelais Antoine Bernard, le géologue Fernand Daguin.  
Le garde-côte américain Campbell retrouve des débris de l'appareil le 4 août 1948, sans aucun survivant.

## Le droit du transport aérien
Le long contentieux mené par les ayants droit du doyen Vizioz pour leur indemnisation au titre de victimes permet d'affirmer, en 1953, la soumission du transporteur aérien à l’obligation de sécurité, nié par la loi française du 31 mai 1924 qui l'exemptait de cette obligation, au motif que l’aviation était par nature porteuse de périls et que le passager devait partager le risque avec le transporteur ,, et ce, en dépit de la Convention de Varsovie de 1929, soumettant en principe le transporteur à une obligation de sécurité. 
Le 2 mars 1957, la réglementation française évolue pour consacrer définitivement l’obligation de sécurité du transporteur aérien. 

## Hommages
L'institut créé aux Antilles porte le nom Henri-Vizioz. Il est à l'origine de l'université des Antilles et de la Guyane.
A la faculté de droit de Bordeaux, un amphithéâtre porte le nom d'Henry Vizioz, ainsi que plusieurs rues de la Métropole. Une plaque commémore dans le hall d'entrée de la Faculté de droit, place Pey-Berland, la disparition en mer des professeurs Vizioz et Bernard.
Une avenue a été créée à son nom, située à Pessac, et une rue à Talence.

## Œuvres
L'ensemble des œuvres de Henri Vizioz se trouve sur le catalogue du SUDOC.
- La notion de quasi-contrat : étude historique et critique, thèse pour le doctorat... par Henry Vizioz,..., Bordeaux, Impr. de Y. Cadoret, 1912, In-8°, XII-376 p.
- L'École du droit naturel et le quasi-contrat, Librairie générale de droit et de jurisprudence, 1913, 23 p.
- La question du fidéicommis en Prusse, thèse pour le doctorat, sciences politiques et économiques... Faculté de droit de l'université de Bordeaux, impr. de Y. Cadoret, 1914, In-8°, XVI-261 p.
- Personne et propriété, cours professé à la Semaine sociale de Clermont-Ferrand, Lyon, Chronique sociale de France, 1938, In-8°, 39 p.
- La loi du 2 avril 1941 sur le divorce et la séparation de corps, Paris, Librairie du recueil Sirey, 1941, In-8°, 85 p.
- Hommage au professeur Roger Bonnard, doyen de la Faculté de droit, discours de Henry Vizioz, université de Bordeaux, 1944, Bordeaux, impr. de Delmas, 1944, 11 p.
- Les tendances actuelles du droit privé, conférence donnée à l'Institut des hautes études marocaines à Rabat, le 12 avril 1946, In-8°, 27 p.  Institut des hautes études marocaines. Centres d'études juridiques. Extrait de la Gazette des tribunaux du Maroc, n° 979, 25 juin 1946
- Études de procédure. La 1re partie est constituée par la réédition posthume de l'ouvrage précédent. L'éloge d'Henry Vizioz est extrait des « Annales de la Faculté de droit de l'université de Bordeaux  », no 1-2, 1950, Bordeaux, Bière, 1956, 669 p.
- Études de procédure, Dalloz, 2011 (préface de Serge Guinchard)
- Observations sur l'étude la procédure civile (1re partie), 1931
- Les notions fondamentales de la procédure et la doctrine française du droit public, Boccard, 1951